# Gleb Syritsa
Gleb Syritsa (Russisch: Глеб Сырица) (14 april 2000), is een baan- en wegwielrenner uit Rusland. Hij rijdt sinds 2025 voor Astana Qazaqstan Development Team.

## Carrière
In het baanwielrennen behaalde Syritsa zijn grootste zege op de Europese Spelen 2019, hij won hier goud in de ploegenachtervolging. Hij reed samen met Nikita Bersenev, Lev Gonov en Ivan Smirnov. In hetzelfde jaar won hij goud in de ploegenachtervolging op het Europees Kampioenschap baanwielrennen bij de beloften. Hier reed hij samen met Lev Gonov, Dmitrij Mukhomediarov en Ivan Smirnov. In de jaren die volgden behaalde hij meerdere podiumplaatsen in verschillende disciplines op het Russisch kampioenschap baanwielrennen bij de elite en op het Europees Kampioenschap bij de beloften.
In 2021 ging hij voor het eerst rijden bij een wielerploeg, Lokosphinx. Namens deze ploeg boekte hij zijn eerste overwinning op de weg. Hij won het Circuito del Porto-Trofeo Arvedi. Nadat hij in 2022 tot en met augustus reed bij het Spaanse C.C. Catalunya-Barcelona maakte hij met ingang vanaf augustus de overstap naar Astana Qazaqstan Team. Voor deze ploeg won hij in 2022 de eerste etappe en in 2023 de tweede etappe in de Ronde van Langkawi.

## Palmares

### Baan
| Jaar        | RK                                   | EK                                     | ES                   | WK          | Overige                                                                                            |
| Als belofte | Als belofte                          | Als belofte                            | Als belofte          | Als belofte | Als belofte                                                                                        |
| ----------- | ------------------------------------ | -------------------------------------- | -------------------- | ----------- | -------------------------------------------------------------------------------------------------- |
| 2019        |                                      | ploegenachtervolging                   |                      |             | |
| 2020        |                                      | omnium · ploegenachtervolging · punten |                      |             | |
| Als elite   |                                      |                                        |                      |             | |
| 2019        | Ploegenachtervolging                 |                                        | Ploegenachtervolging |             | GP Minsk: · Ploegenachtervolging · Koppelkoers · GP Tula: · Koppelkoers · GP Moskou: · Koppelkoers |
| 2020        | Omnium · Achtervolging · Koppelkoers |                                        |                      |             | |
| 2022        | Achtervolging · Koppelkoers          |                                        |                      |             | Sint-Petersburg: · Koppelkoers · Ploegenachtervolging                                              |
| 2023        |                                      |                                        |                      |             | Fiorenzuola: · Omnium                                                                              |

### Weg
2021
Circuito del Porto-Trofeo Arvedi
2022
1e etappe Ronde van Langkawi
2023
2e en 8e etappe Ronde van Langkawi
2024
1e etappe Ronde van Langkawi
2025
Proloog Ronde van Rhodos

### Resultaten in voornaamste wielerwedstrijden
|      | \| Jaar \| Milaan-San Remo \| Gent-Wevelgem \| Ronde van Vlaanderen \| Parijs-Roubaix \| \| ---- \| --------------- \| ------------- \| -------------------- \| -------------- \| \| 2023 \| opgave \| \| 73e \| 117e \| \| 2024 \| \| opgave \| opgave \| opgave \| |               |                      |                |
| Jaar | Milaan-San Remo | Gent-Wevelgem | Ronde van Vlaanderen | Parijs-Roubaix |
| 2023 | opgave |               | 73e                  | 117e           |
| 2024 | | opgave        | opgave               | opgave         |

## Ploegen
- 2021 –  Lokosphinx
- 2022 –  C.C. Catalunya-Barcelona (tot 31-07)
- 2022 –  Astana Qazaqstan Team (vanaf 01-08)
- 2023 –  Astana Qazaqstan Team
- 2024 –  Astana Qazaqstan
- 2025 –  Astana Qazaqstan Development Team

Basso · Battistella · Boaro · Broesenski · Conti · de Bod · de la Cruz · Dombrowski · Fjodorov · Felline · Gazzoli (tot 10/8) · Gïdïç · Groezdev · Henao (tot 31/07) · López · Loetsenko · Martinelli · Moscon · Natarov · A. Nibali · V. Nibali · Nurlykhassym · Pronskïÿ · Raboesjenka · Romo · Scaroni (vanaf 28/07) · Tejada · Velasco · Zacharov · Zejts · Chzhan (stagiair) · Syritsa (stagiair)
Basso · Battistella · Boaro · Bol · Broesenski · Cavendish · Chzhan · de la Cruz · Dombrowski · Fjodorov · Felline · Garofoli · Gïdïç · Groezdev · Laas · Loetsenko · Martinelli · Moscon · Natarov · Nibali · Nurlykhassym · Pronskïÿ · Raboesjenka · Romo · Sánchez · Scaroni · Syritsa · Tejada · Velasco · Zejts
Ballerini · Battistella · Bettiol (vanf 15/8) · Bol · Brusenskii · Cavendish · Charmig · Fjodorov · Fortunato · Garofoli · Gazzoli · Giditş · Groezdev · Kanter · Koezmin · López · Loetsenko · Maroechin · Mulubrhan · Mørkøv · Pronskii · Scaroni · Schelling · Selig · Syritsa · Tejada · Tsjzjan · Umba · Velasco · Vinokoerov · Goyo (stagiair) · Smirnov (stagiair) · Trezise (stagiair)